# Josep Corbella Suñé
Josep Corbella Suñé (Solsona, 1904 - Barcelona, 1 de mayo de 1972) fue un sindicalista y político español, alcalde del municipio de Manresa entre 1936 y 1938.

## Biografía
Corbella fue un militante importante del movimiento obrero de los años 30 en la comarca del Bages. Tras el estallido de la guerra civil española, Corbella fue secretario del Comité Revolucionario Antifascista de Manresa en agosto de 1936 y elegido alcalde de Manresa el 19 de octubre de 1936. Durante su mandato, se constituyó en Manresa la Junta de Defensa Pasiva de la Población Civil que, entre otras cosas, construyó refugios antiaéreos para la población.También empezó la emisión de billetes locales de pesetas, que sólo podían circular por Manresa. En mayo de 1938 dejó la alcaldía porque fue llamado al frente. Meses después ocupó el cargo de inspector general de cultura de las milicias.
Tras la derrota republicana en 1939, Josep Corbella pasó a Francia en 1939 y fue internado en el campo de concentración de Argelès-sur-Mer junto con su familia. Volvió con su familia a España entre 1941 y 1943, trabajando desde finales de los años 40 en cadenas TAM aunque sin regularizar su situación hasta 1970. Tomó parte en el Partido Laborista, formado por el ala socializante de la Falange Española y por antiguos miembros del Partido Sindicalista, disuelto en 1945 por la policía franquista, aunque logró evitar la cárcel.
Falleció en Barcelona en 1972.